# Kanton Châtillon-sur-Indre
Der Kanton Châtillon-sur-Indre war von 1790 bis 2015 ein französischer Wahlkreis im Arrondissement Châteauroux im Département Indre in der Region Centre-Val de Loire; sein Hauptort war Châtillon-sur-Indre. 
Aufgrund der Neueinteilung der französischen Kantone wurde der Kanton Châtillon-sur-Indre im März 2015 aufgelöst. Die Gemeinden des früheren Kantons gehören nunmehr dem Kanton Buzançais an.

## Geografie
Der Kanton war 276,43 km² groß und hatte 6211 Einwohner (Stand: 2012).

## Gemeinden
| Gemeinde              | Einwohner Jahr | Fläche km² | Bevölkerungsdichte | Postleitzahl | Code INSEE |
| --------------------- | -------------- | ---------- | ------------------ | ------------ | ---------- |
| Arpheuilles           | 225 (2013)     | –          | – Einw./km²        | 36700        | 36008      |
| Châtillon-sur-Indre   | 2706 (2013)    | –          | – Einw./km²        | 36700        | 36045      |
| Cléré-du-Bois         | 270 (2013)     | –          | – Einw./km²        | 36700        | 36054      |
| Clion                 | 1086 (2013)    | –          | – Einw./km²        | 36700        | 36055      |
| Fléré-la-Rivière      | 571 (2013)     | –          | – Einw./km²        | 36700        | 36074      |
| Murs                  | 129 (2013)     | –          | – Einw./km²        | 36700        | 36136      |
| Palluau-sur-Indre     | 757 (2013)     | –          | – Einw./km²        | 36500        | 36149      |
| Saint-Cyran-du-Jambot | 227 (2013)     | –          | – Einw./km²        | 36700        | 36188      |
| Saint-Médard          | 42 (2013)      | –          | – Einw./km²        | 36700        | 36203      |
| Le Tranger            | 158 (2013)     | –          | – Einw./km²        | 36700        | 36225      |